# Ceratostema
Ceratostema é um género botânico pertencente à família Ericaceae.

## Espécies
1. ↑  «Ceratostema — World Flora Online». www.worldfloraonline.org. Consultado em 19 de agosto de 2020